# Пещеры Увельского района
Увельский муниципальный район занимает 4 место в Челябинской области по количеству подземных полостей (после Саткинского, Ашинского и Катав-Ивановского районов)
Увельский район относится к Копейско-Брединской области Восточно-Уральской спелеологической провинции

### Список пещер
- Казачий стан
- Копейско-Зауральская
- Притон
- Большой Жемеряк
- Малый Жемеряк
- Восьмиглазка
- Котлован
- Сухарышская сквозная-1
- Сухарышская сквозная-2
- Сухарышская сквозная-3 (непроходимая)
- Кайгородова
- Титечная
- Охотник-1
- Охотник-2
- Охотник-3
- Охотник-5
- Пещера Старая мельница-1
- Красносельская
- Михирёвская
- Случайная
- Юбилейная